# Hydatomanicus unicolor
Hydatomanicus unicolor är en nattsländeart som beskrevs av Georg Ulmer 1951. Hydatomanicus unicolor ingår i släktet Hydatomanicus och familjen ryssjenattsländor. Inga underarter finns listade i Catalogue of Life.